# (913) Otila
(913) Otila es un asteroide perteneciente al cinturón de asteroides descubierto el 19 de mayo de 1919 por Karl Wilhelm Reinmuth desde el observatorio de Heidelberg-Königstuhl, Alemania.
Está posiblemente nombrado por una chica del calendario Lahrer Hinkender Bote.

## Características orbitales
Otila forma parte de la familia asteroidal de Flora.